# معركة نصيبين (217)
حدثت معركة نصيبين في صيف 217 بين جيوش الإمبراطورية الرومانية بقيادة الإمبراطور الصاعد حديثًا ماكرينوس والجيش الفرثي للملك أرتابانوس الخامس. لقد استمرت ثلاثة أيام، وانتهت بانتصار فرثي دموي، مع خسائر كبيرة في الجانبين. ونتيجة للمعركة، اضطر ماكرينوس إلى البحث عن السلام، ودفع للفرثيين مبلغًا كبيرًا وتخلى عن غزو بلاد ما بين النهرين الذي بدأه كاراكلا قبل عام.

## الخلفية
لقرون عديدة، سيطرت روما وفرثيا على الشرق الأوسط وكانتا تعاديان بعضهما البعض. خلال تلك الفترة، قاد الرومان عدة غزوات في الأراضي الفرثية، أبرزها الحملة الفاشلة لكراسوس وغزو بلاد ما بين النهرين من قبل تراجان. في أوائل 210s، اندلعت حرب أهلية في الإمبراطورية الفرثية، حيث انتفض أرتابانوس الخامس ضد شقيقه فولوغيسيس السادس. سرعان ما سيطر أرتابانوس على معظم الأراضي الغربية، مما جعله على اتصال مع الإمبراطورية الرومانية. عند هذه النقطة، قرر الإمبراطور الروماني كاراكلا، الذي اعتبر نفسه إسكندرًا ثانيًا، الاستفادة من الصراع الفرثي حيث اقترح تحالفًا مع أرتابانوس، وحتى أنه طلب الزواج من ابنته. عندما تم الاتفاق على التحالف، دخل كاراكلا مع جيشه بلاد ما بين النهرين دون معارضة، ظاهريًا، للقاء حليفه ووالد زوجته المستقبلي. ولكن عندما جاء إلى أرتابانوس وبلاطه، هاجمهم كاراكلا غدرًا وقتل العديد منهم. هرب أرتابانوس، لكن الرومان كانوا أحرارًا في نهب الأراضي شرق نهر دجلة قبل العودة إلى الرها لفصل الشتاء.

ومع ذلك، في 8 أبريل 217، وقع كاراكلا ضحية مؤامرة دبرها له قائده البرايتوري ماركوس أوبيليوس ماكرينوس وقُتل. أصبح ماكرينوس إمبراطورًا، ولكن أرتابانوس كان يقترب بالفعل بعد أن جمع جيشًا كبيرًا من أجل الانتقام من هجوم الرومان الغادر. تم تلخيص الموقف بشكل جيد من قبل ماكرينوس نفسه في الخطاب الذي ألقاه لجيشه، كما ألقى هيروديان: 
| « | ترون البربري مع حشده الشرقي كله بالفعل علينا، ويبدو أن أرتابانوس لديه سبب وجيه لعدائه. لقد استفززناه بكسر المعاهدة، وبدأنا الحرب في زمن سلام كامل. [...] هذا ليس قتالًا حول الحدود أو قاع الأنهار؛ كل شيء على المحك في هذا النزاع الذي نواجه فيه ملكًا عظيمًا يقاتل من أجل أبنائه وأقاربه الذين يعتقد أنهم قتلوا في انتهاك للقسم الرسمي. | » |

في البداية، حاول ماكرينوس، الذي ليس لديه خبرة عسكرية ويرغب في تجنب معركة، التهدئة والتوصل إلى اتفاق سلام مع أرتابانوس، وعرض إعادة جميع السجناء. رفض أرتابانوس هذا، مطالبًا بتعويض مالي، وإعادة بناء المدن المدمرة والتنازل عن المقاطعات الرومانية في شمال بلاد ما بين النهرين، التي غزاها سيبتيموس سيفيروس مؤخرًا. لقد كانت هذه الشروط غير مقبولة للرومان، لذلك رفضها ماكرينوس.

## المعركة
جسد العدوين نهجين مختلفين للحرب: كان الجيش الروماني تقليديًا يعتمد على المشاة، وفيالقه الممتازة، في حين كان فرسان الفرثيين ممتازين، موظفين صدمة ثقيلة لفرسان «كاتافراكت» (grivpanvar)، التي شُنت على الخيول أو الجمال، بالاشتراك مع أعداد كبيرة من رماة الخيول. لقد التقى الجيشان بالقرب من مدينة نصيبين الرومانية (التاريخ الدقيق غير واضح). ووفقًا لكاسيوس ديو، وقعت المناوشات الأولى على حيازة مكان الري. وفي اليوم الأول من المعركة، انتشر الرومان في تشكيل نموذجي، مع مشاتهم في المركز وفرسانهم وقواتهم الخفيفة (رماة الرمح الموريون) على الأجنحة لحماية أجنحتهم. وفي الوقت نفسه، فقد وضعوا مشاة خفيفة بين الفجوات التي خلفتها مجموعات المشاة الثقيلة. يمكن لهذه المناوشات التقدم إلى الأمام ثم الانسحاب إلى سلامة التكوينات الثقيلة إذا لزم الأمر.
هاجم الفرثيون عند شروق الشمس، وأطلقوا وابلًا من السهام، في حين هاجمت الكاتافراكت، بدعم من رمّاحين على جمل عربي، الجبهة الرومانية. لقد تكبدت المشاة الخفيفة إصابات، ولكن مع اقتراب الفرثيين من مكانهم، فقد انسحبوا، تاركين أعدادًا كبيرة من العيار الثقيل خلفهم، مع نتائج مميتة. لقد داست عليها خيول وجمال الفرثيين وسقطت، وأخذت راكبيها معهم وكسرت زخم التقدم. وفي القتال القريب الناتج عن ذلك، كان لدى الرومان الأفضلية.
شن الفرثيون عدة اعتداءات دون نتيجةً تذكر حتى حلول الليل، عندما انسحب كلا الجانبين إلى معسكراتهم. كان اليوم الثاني تكرارًا للأول، ولكن في اليوم الثالث حاول الفرثيون، باستخدام أعدادهم الأكبر وحركتهم المتفوقة، الالتفاف على الخط الروماني. رد الرومان بالتخلي عن تشكيلهم «العميق» العرفي في عدة خطوط (الخط الثلاثي) ومددوا الجبهة. وهكذا، ومن خلال المناورة أيضًا بسلاح الفرسان والقوات الخفيفة لحماية الأجنحة، تجنبوا التطويق والمحاصرة.
وبحلول ذلك الوقت، كانت الخسائر على الجانبين كبيرة جدًا بحيث «غطى القتلى السهل بأكمله؛ وقد تكدست الجثث في تلال ضخمة، وسقطت الجمال بشكل خاص في أكوام». وفي هذه المرحلة، أرسل ماكرينوس، مع قرب انهيار جيشه، سفارة أخرى إلى أرتابانوس، لإبلاغه بوفاة كاراكلا ولتقديم تعويض كبير. عانى الجيش الفرثي أيضًا من خسائر كبيرة، ونظرًا لأنه لم يكن قوة ميليشيا محترفة بل إقطاعية، فقد بدأ يصبح مضطربًا في الحملة المطولة. وهكذا وافق أرتابانوس على السلام، بعد تلقي 200 مليون سيسترتيوس.

## العواقب
في يونيو 218، هُزم ماكرينوس من قبل القوات التي تدعم إيل جبل خارج أنطاكية، بينما واجه أرتابانوس انتفاضة العشيرة الساسانية الفارسية بقيادة أردشير الأول كانت نصيبين آخر معركة رئيسية بين روما وفرثيا، حيث تم إسقاط السلالة الفرثية بعد بضع سنوات من قبل أردشير. ومع ذلك، سرعان ما استؤنفت الحرب بين روما وبلاد فارس، حيث تقاتل أردشير وخليفة ماكرينوس سيفيروس ألكسندر حول بلاد ما بين النهرين، واستمرت الأعمال العدائية بشكل متقطع حتى الفتوحات الإسلامية.